# Hokejová reprezentace Macaa
Hokejová reprezentace Macaa je národní hokejové mužstvo Macaa. Federace ledních sportů Macaa (Macau Ice Sports Federation) sdružuje 119 registrovaných hráčů (z toho 48 seniorů), majících k dispozici 1 halu s umělou ledovou plochou. Macao je členem Mezinárodní federace ledního hokeje od 12. května 2005 (jediným který se na rozdíl od mistrovství světa nemůže účastnit zimních olympijských her, neboť jeho národní olympijský výbor dosud nebyl oficiálně uznán). Macao není umístěno ve světovém žebříčku IIHF protože se nezúčastnilo žádného mistrovství světa ani žádných olympijských her, ale hrálo Challenge Cup of Asia.

## Mezistátní utkání Macaa
08.01.2003  Hongkong 30:1 Macao 
07.01.2007  Hongkong 8:0 Macao 
26.01.2007  Kuvajt 15:2 Macao 
27.01.2007  Čína 26:0 Macao 
30.01.2007  Thajsko 6:0 Macao 
08.03.2007  Hongkong 4:4 Macao 
09.03.2007  Hongkong 5:2 Macao 
25.01.2008  Hongkong 5:1 Macao 
24.04.2008  Singapur 4:0 Macao 
24.04.2008  Thajsko 3:2 Macao 
25.04.2008  Hongkong 6:2 Macao 
25.04.2008  Tchaj-wan 9:0 Macao 
26.04.2008  Malajsie 4:0 Macao 
15.03.2009  Spojené arabské emiráty 7:0 Macao 
16.03.2009  Hongkong 11:0 Macao 
17.03.2009  Singapur 6:1 Macao 
19.03.2009  Mongolsko 4:1 Macao 
20.03.2009  Macao 8:0 Indie 
30.03.2010  Singapur 3:3 Macao 
31.03.2010  Malajsie 7:1 Macao 
01.04.2010  Kuvajt 2:2 Macao 
02.04.2010  Thajsko 6:0 Macao 
03.04.2010  Hongkong 2:0 Macao 
04.04.2010  Kuvajt 2:0 Macao 
25.04.2011  Kuvajt 8:3 Macao 
26.04.2011  Spojené arabské emiráty 8:0 Macao 
27.04.2011  Thajsko 8:3 Macao 
29.04.2011  Hongkong 13:0 Macao 
30.04.2011  Macao 8:0 Indie 
12.01.2012  Hongkong 7:0 Macao 
18.03.2012  Macao 5:3 Indie 
19.03.2012  Malajsie 8:1 Macao 
21.03.2012  Indie 5:1 Macao 
22.03.2012  Malajsie 5:2 Macao 
16.03.2013  Macao 6:4 Singapur 
18.03.2013  Mongolsko 6:1 Macao 
20.03.2013  Hongkong 9:0 Macao 
21.03.2013  Macao 9:1 Indie 
22.03.2013  Tchaj-wan 11:0 Macao 
03.08.2013  Hongkong 7:1 Macao 
01.12.2013  Macao 4:2 Hongkong 
24.02.2014  Macao 12:0 Indie 
26.02.2014  Singapur 2:1 Macao 
27.02.2014  Kyrgyzstán 3:1 Macao 
01.03.2014  Macao 2:1 Singapur 
02.03.2014  Macao 5:4 Kyrgyzstán 
31.08.2014  Hongkong 7:0 Macao 
13.09.2014  Filipíny 10:0 Macao 
30.11.2014  Hongkong 4:1 Macao 
28.12.2014  Hongkong 3:2 Macao 
14.03.2015  Mongolsko 8:1 Macao 
15.03.2015  Tchaj-wan 30:0 Macao 
17.03.2015  Thajsko 4:1 Macao 
18.03.2015  Spojené arabské emiráty 7:0 Macao 
29.08.2015  Hongkong 6:1 Macao 
20.09.2015  Katar 2:1 Macao 
20.09.2015  Macao 2:1 Katar 
11.10.2015  Hongkong 2:2 Macao 
22.11.2015  Hongkong 6:0 Macao 
10.04.2016  Macao 7:6 Indie 
11.04.2016  Macao 4:1 Katar 
13.04.2016  Malajsie 6:1 Macao 
14.04.2016  Kyrgyzstán 8:1 Macao 